# Tom Robertson (rugbista)
Tom Robertson (Wellington, 28 agosto 1994) è un rugbista a 15 australiano, che gioca come pilone per Western Force.

## Biografia
Nel 2013 Robertson debuttò nello Shute Shield con la maglia della squadra di rugby dell'Università di Sydney, dove nel 2016 ha iniziato il corso per laurearsi in medicina. Il suo esordio nel National Rugby Championship avvenne nel 2014 con la maglia dei Sydney Stars, club nel quale militò per due stagione fino al 2016 quando si trasferì ai NSW Country Eagles. 
Chiamato dalla franchigia australiana, fresca vincitrice del titolo, dei New South Wales Waratahs per disputare il Super Rugby 2016 collezionò la sua prima presenza nel torneo, segnando anche una meta, nella partita contro gli Highlanders.
Robertson rappresentò la selezione australiana di categoria nel Campionato mondiale giovanile di rugby 2014. Nel 2016, dopo la convocazione del tecnico dell'Australia Michael Cheika per la preparazione del The Rugby Championship 2016, esordì con la maglia della nazionale nella partita con l'Argentina, valida per la quarta giornata del torneo. Successivamente, sempre nello stesso anno, prese parte agli ultimi due incontri del torneo australe, disputò l'ultima sfida della Bledisloe Cup e giocò tutti e tre le partite del tour europeo autunnale della sua nazionale.